# Foreningen af Divisionsklubber i Danmark
 For alternative betydninger, se Divisionsforeningen. (Se også artikler, som begynder med Divisionsforeningen)
Foreningen af Divisionsklubber i Danmark (eller Divisionsforeningen, DF, FDD) er dansk branche-, interesse- og arbejdsgiverorganisation for de 48 fodboldklubber, der spiller i de tre øverste rækker i Danmarksturneringen (Superligaen, NordicBet Ligaen og 2. division Øst og Vest) og gennemfører de nationale fodboldturneringer, som Dansk Boldspil-Union udskriver.
Divisionsforeningen har til formål at fremme fodbold i Danmarksturneringen og at formidle et fast samarbejde mellem klubberne. Foreningen er det ene af to formelle medlemmer af det øverste organ for fodbold i Danmark, Dansk Boldspil-Union. Foreningen repræsenterer eliten overfor DBU og Spillerforeningen, men det andet formelle medlem er Foreningen af Lokalunioner i Danmark (FLU), repræsenterer bredden.
Det er Divisionsforeningen der står for at forhandle tv-rettighederne for Superligaen. Claus Thomsen er direktør i Divisionsforeningen.
Divisionsforeningen stiftede Royal League A/S, som var det danske selskab bag den tidligere nordiske mesterliga i fodbold. Royal League blev drevet i samarbejde med de tilsvarende svenske og norske organisationer. Divisionsforeningen har endvidere arrangeret det tidligere uofficielle mesterskab i indendørs fodbold, TELE2 Cup samt den tidligere TELE2 Liga Cup.
Foreningens sekretariat er beliggende sammen med DBU på DBU Alle i Brøndby.

## Ekstern henvisning
- Divisionsforeningen Arkiveret 21. juni 2006 hos  Wayback Machine